# Larry Van Kriedt
Larry Van Kriedt (San Francisco (Verenigde Staten), 4 juli 1954) was de eerste basgitarist van de Australische hardrockband AC/DC. Hij speelt op dit moment in The LPs.

## Levensloop

### Jeugd
Larry van Kriedt werd geboren in een zeer muzikale familie. Zijn vader was de bekende jazz-artiest David Van Kriedt die heeft samengewerkt met onder andere Dave Brubeck, Paul Desmond, Stan Kenton. Heel zijn leven is Larry met, vooral jazz, muziek bezig geweest. Hij begon met contrabas op negenjarige leeftijd, gitaar op twaalfjarige leeftijd en toen hij vijftien was ging hij saxofoon spelen en begon hij met zingen.
Toen Larry vijftien was verhuisde hij met zijn familie naar Sydney, daar kwam hij al snel Angus en Malcolm Young tegen, die zeer geïnteresseerd waren in een jongen die op een gibson speelde. Larry werd in deze tijd beschreven als een door jazz beïnvloede gitarist. Een van zijn eerste studio-opnames was als basgitarist in de originele bezetting van AC/DC in 1973.

### Met AC/DC
Malcolm Young, de slaggitarist van AC/DC en een schoolvriend van Larry Van Kriedt, vroeg aan Larry of hij zich bij AC/DC wilde voegen. Zodoende speelde Larry in de vier maanden die volgden basgitaar en soms saxofoon tijdens de optredens van AC/DC. De bezetting van AC/DC was op dat moment: Angus Young (leadgitarist), Malcolm Young (rhythmgitarist), Dave Evans (leadzanger) en Colin Burgess (drummer). Larry werd in februari 1974 vervangen door Neil Smith, na het legendarische concert op nieuwjaarsavond 1973 in Chequers (Sydney). In de tijd die volgde werd de basgitaar door verschillende personen gespeeld en Larry kwam zelfs nog voor een paar dagen terug, nadat Rob Bailey werd ontslagen. Uiteindelijk werd Mark Evans, die overigens geen familie is van de leadzanger Dave Evans, in maart 1975 de nieuwe vaste basgitarist. Larry is het enige (ex-)lid van AC/DC afkomstig uit de Verenigde Staten.

### Na AC/DC
Lary Van Kriedt heeft veel muziekstijlen gespeeld en is betrokken geweest bij het opnemen en schrijven van veel muziekalbums. Hij heeft in veel bands gespeeld, waaronder: The Eighty Eights, Non Stop Dancers, Def FX, Afram, The LPs en The Larry Van Kriedt Quartet. Hij heeft liedjes geschreven en opgenomen die succesvol waren in Australië, Japan, Nieuw-Zeeland, de Verenigde Staten en Europa.
Op dit moment woont Larry in Sheffield (Engeland). Hij heeft een online winkel Jazzbacks en geeft privéles in muziek.

## Voetnoten
1. 1 2  (en) Larry Van Kriedt in Def FX
2. 1 2  (en) Interview met Larry Van Kriedt.
3. ↑  (en) Nieuwjaarsconcert in Chequers. acdc-bootlegs.com
4. ↑  (en) The LPs. thelps.com (gearchiveerd)
5. ↑  (en) online winkel van Larry.

- MusicBrainz: 69c79e3d-7631-46fb-861a-fa448cddc4b4
- Nationale Bibliotheek van Tsjechië: xx0227486
- Virtual International Authority File: 22154800161556190122

- "AC/DC Maximum Rock & Roll", Murray Englehart with Arnaud Durieux, 2007
- "Two Sides To Every Glory", Paul Stenning, 2005
- "Metal Hammer & Classic Rock present AC/DC", Metal Hammer magazine special, 2005